# Luis Lüps
Luis Lüps (* 1986 in München) ist ein deutscher Schauspieler.

## Leben
Luis Lüps, am Ammersee in Oberbayern aufgewachsen, besuchte von 2005 bis zu seinem Abitur 2007 die Freie Waldorfschule in Lübeck.
Von 2008 bis 2012 absolvierte er sein Schauspielstudium an der Universität der Künste Berlin. Während seines Studiums gastierte er bereits am Maxim-Gorki-Theater, u. a. als Tybalt in Nuran David Calis’ Romeo und Julia-Inszenierung, am Deutschen Theater Berlin und im Konzerthaus am Gendarmenmarkt. 2011 erhielt er für seine Mitwirkung in der Produktion Wir Schlafen Nicht (Regie: Hermann Schmied-Rahmer) den Ensemble-Preis beim 22. Schauspielschultreffen in Hamburg.
Von 2012 bis 2014 war er für zwei Spielzeiten festes Ensemblemitglied am Jungen Staatstheater Braunschweig, wo er unter anderem mit Mareike Mikat, Juliane Kann, Philippe Besson und Volker Schmidt zusammenarbeitete. Seit 2014 arbeitet er als freischaffender Schauspieler.
Theaterengagements hatte er seither unter anderem am Theater der Stadt Aalen (2014), bei den Freilichtspielen Schwäbisch Hall (2015), am Altonaer Theater in Hamburg (2015), beim Theater an der Parkaue in Berlin (2015), am Vorarlberger Landestheater (2016), am Theater Heidelberg (2017) und am Theater Drachengasse in Wien (2017).  Im Juli 2018 trat er als Gastkünstler im Rahmen der Reihe „Junge Choreographen 2018“ beim Bayerischen Staatsballett auf. In der Spielzeit 2019/20 gastierte er am Stadttheater Fürth in der Titelrolle von König Ubu von Alfred Jarry in einer Inszenierung von Jean Renshaw.
Außerdem wirkte Lüps in einigen Film- und Fernsehproduktionen mit. In der 12. Staffel der ZDF-Serie SOKO Stuttgart (2021) übernahm Lüps eine der Episodenrollen als tatverdächtiger Sohn eines Antiquitätenhändlers, der ohne Wissen seines Vaters Nazi-Devotionalien verkauft. Er ist Mitglied im Bundesverband Schauspiel (BFFS) und lebt in München.

## Filmografie (Auswahl)
- 2016: Bürgermeister (Kurzfilm)
- 2018: Datsche (Kinofilm)
- 2018: Deutschlands große Clans – Die Lidl-Story (Dokumentarfilm)
- 2019: Rivalen und Rebellen (Fernsehserie)
- 2020: Heldt: Schmutzige Geschäfte (Fernsehserie, eine Folge)
- 2021: SOKO Stuttgart: Wer Hass sät (Fernsehserie, eine Folge)
- 2021: Kanzlei Berger: Der Schuss (Fernsehserie, eine Folge)
- 2021: Kitz (Fernsehserie)